# Мајкл Чиклис
Мајкл Чиклис (енгл. Michael Chiklis) је амерички глумац, рођен 30. августа 1963. године у Лауелу (Масачусетс).

## Филмографија
| Улоге Мајкл Чиклис |                                             |               |                  |           |
| Година             | Српски назив                                | Изворни назив | Улога            | Напомена  |
| 2002−2008.         | Прљава значка                               |               | Вик Меки         | ТВ серија |
| 2005.              | Фантастична четворка                        |               | Бен Грим / Створ |           |
| 2007.              | Фантастична четворка: Успон Сребрног Летача |               | Бен Грим / Створ |           |
| 2021.              | Не гледај горе                              |               | Ден Покети       |           |